# (7684) Marioferrero
(7684) Marioferrero es un asteroide perteneciente al cinturón de asteroides descubierto por Paul G. Comba el 3 de marzo de 1997 desde el Observatorio de Prescott, Estados Unidos.

## Designación y nombre
Marioferrero recibió al principio la designación de 1997 EY.
Más adelante, en 1997, se nombró en honor del astrónomo italiano Mario A. Ferrero (1904-1965).

## Características orbitales
Marioferrero orbita a una distancia media de 2,796 ua del Sol, pudiendo alejarse hasta 2,947 ua y acercarse hasta 2,644 ua. Su excentricidad es 0,05413 y la inclinación orbital 3,056 grados. Emplea en completar una órbita alrededor del Sol 1707 días. El movimiento de Marioferrero sobre el fondo estelar es de 0,2109 grados por día.

## Características físicas
La magnitud absoluta de Marioferrero es 13.